# Троицкое (Кондрово)
Троицкое — исчезнувшее село  Медынского уезда  Российской Империи. Волостной центр Троицкой волости. Ныне квартал Красный Октябрь города Кондрово Дзержинского района Калужской области России.

## История
Возникло во второй половине XVII века, слившееся с Кондыревом в 1678 году, «за боярином князем Фёдор Фёдоровичем Куракиным в селе Троицы и Вздынь тож на реке Шане».
По состоянию на 1698 дан антиминс к освящению новопостроенной церкви Живоначальной Троицы в вотчине стольника Ивана Ивановича Хованского в селе Вздыни.
В 1702 году Троицкое с церковью Пресвятой Троицы в вотчине вдовы Фёдора Фёдоровича, Авдотьи Андреевны Куракиной.
В 1755 году упоминается резолюция о освящении в селе Троицком-Вздыни тож, построенной вместо сгоревшей деревянной церкви Живоначальной Троицы.
В 1840 году Троицкое было куплено княгиней С. В. Кочубей.
25 марта 1938 вышло постановление ВЦИК «Об объединении рабочих посёлков Кондрово и Троицкого Дзержинского района Западной области в один населённый пункт и преобразовании этого населённого пункта в город».